# Wärmewiderstand
Der (absolute) Wärmewiderstand (auch Wärmeleitwiderstand, thermischer Widerstand) {\displaystyle R_{\mathrm {th} }} ist ein Wärmekennwert und ein Maß für die Temperaturdifferenz, die in einem Objekt beim Hindurchtreten eines Wärmestromes (Wärme pro Zeitspanne oder Wärmeleistung) entsteht. Der Kehrwert des Wärmewiderstands ist der Wärmeleitwert {\displaystyle G_{\mathrm {th} }} des Bauteils.

## Definition
Der thermische Widerstand {\displaystyle R_{\mathrm {th} }} bzw. der thermische Leitwert {\displaystyle G_{th}} ist definiert als das Verhältnis von Temperaturdifferenz zu Wärmefluss durch einen Körper:
{\displaystyle R_{\mathrm {th} }={\frac {\Delta T}{\dot {Q}}}\quad } bzw. {\displaystyle \quad G_{\mathrm {th} }={\frac {\dot {Q}}{\Delta T}}}
mit
- {\displaystyle \Delta T} – Temperaturdifferenz (z. B. zwischen Außen- und Innenseite einer Thermosflasche oder zwischen einer Kühlfläche und der Umgebungsluft)
- {\displaystyle {\dot {Q}}} – Wärmestrom (z. B. die Verlustleistung durch ein Fenster oder der Wärmestrom im Wärmeübertrager)

Die Einheit des Wärmewiderstands ist K/W, die des Wärmeleitwertes dementsprechend W/K.

## Analogie zum ohmschen Gesetz
Thermische Größen haben Analogien zu denen des elektrischen Widerstandes, die sich auch in ihren Namen zeigen.
Es treten Analogien zum elektrischen Strom auf, die die Anwendung des ohmschen Gesetzes und der kirchhoffschen Regeln bei der Wärmeübertragung ermöglichen. Diese sind:
| Wärmefluss                          | Wärmefluss                                            | Wärmefluss | Elektrischer Strom                                    | Elektrischer Strom                                | Elektrischer Strom                               |
| ----------------------------------- | ----------------------------------------------------- | ---------- | ----------------------------------------------------- | ------------------------------------------------- | ------------------------------------------------ |
| Temperaturdifferenz                 | {\displaystyle \Delta T}                              | K          | Elektrische Potentialdifferenz = Elektrische Spannung | {\displaystyle \Delta \varphi } {\displaystyle U} | V                                                |
| Wärme(menge)                        | {\displaystyle Q}                                     | J          | Elektrische Ladung                                    | {\displaystyle Q}                                 | C                                                |
| Wärmekapazität                      | {\displaystyle C_{\mathrm {th} }=Q/\Delta T}          | J/K        | Elektrische Kapazität                                 | {\displaystyle C=Q/U}                             | F = C/V                                          |
| Wärmestrom                          | {\displaystyle {\dot {Q}}}                            | W = J/s    | Elektrischer Strom                                    | {\displaystyle I={\dot {Q}}}                      | A = C/s                                          |
| Wärmestromdichte                    | {\displaystyle {\dot {q}}={\dot {Q}}/A}               | W/m2       | Elektrische Stromdichte                               | {\displaystyle j=I/A}                             | A/m2                                             |
| Wärmewiderstand                     | {\displaystyle R_{\mathrm {th} }=\Delta T/{\dot {Q}}} | K/W        | Elektrischer Widerstand                               | {\displaystyle R=U/I}                             | Ω = V/A                                          |
| Wärmeleitwert                       | {\displaystyle G_{\mathrm {th} }={\dot {Q}}/\Delta T} | W/K        | Elektrischer Leitwert                                 | {\displaystyle G=I/U}                             | S = 1/Ω = A/V                                    |
| Wärmedurchlasswiderstand            | {\displaystyle R=l/\lambda }                          | K·m2/W     | flächenbezogener Widerstand                           | {\displaystyle R\cdot A=l/\sigma }                | Ω·m2 = V·m2/A                                    |
| Wärmedurchlasskoeffizient           | {\displaystyle 1/R=\lambda /l}                        | W/(K·m2)   | flächenbezogener Leitwert                             | {\displaystyle G/A=\sigma /l}                     | S/m2 = A/(V·m2)                                  |
| Wärmeübergangswiderstand            | {\displaystyle R_{s}}                                 | K·m2/W     | flächenbezogener Widerstand an der Kontaktfläche      | flächenbezogener Widerstand an der Kontaktfläche  | flächenbezogener Widerstand an der Kontaktfläche |
| Wärmeübergangskoeffizient           | {\displaystyle 1/R_{s}}                               | W/(m2·K)   | flächenbezogener Leitwert an der Kontaktfläche        | flächenbezogener Leitwert an der Kontaktfläche    | flächenbezogener Leitwert an der Kontaktfläche   |
| Wärmedurchgangswiderstand           | {\textstyle R_{T}=R+\sum _{i}R_{s,i}}                 | K·m2/W     | flächenbezogener Widerstand insgesamt                 | flächenbezogener Widerstand insgesamt             | flächenbezogener Widerstand insgesamt            |
| Wärmedurchgangskoeffizient (U-Wert) | {\displaystyle 1/R_{T}}                               | W/(m2·K)   | flächenbezogener Leitwert insgesamt                   | flächenbezogener Leitwert insgesamt               | flächenbezogener Leitwert insgesamt              |
| Wärmeleitfähigkeit                  | {\displaystyle \lambda =1/R_{\lambda }}               | W/(m·K)    | Elektrische Leitfähigkeit                             | {\displaystyle \sigma =1/\rho }                   | S/m                                              |
| Spezifischer Wärmewiderstand        | {\displaystyle R_{\lambda }=1/\lambda }               | K·m/W      | Spezifischer Widerstand                               | {\displaystyle \rho =1/\sigma }                   | Ω·m                                              |

## Anwendungsbeispiele
Für einen Körper mit konstanter Querschnittsfläche {\displaystyle A} senkrecht zum Wärmestrom {\displaystyle Q} lässt sich der Wärmewiderstand {\displaystyle R_{\mathrm {th} }} bei homogenen Material über dessen Wärmeleitfähigkeit {\displaystyle \lambda } und die Länge (bzw. Dicke) {\displaystyle l} berechnen:
{\displaystyle R_{\mathrm {th} }={\frac {l}{\lambda \cdot A}}}
Das Rechnen mit Widerständen (statt mit Leitwerten) ist praktisch in Situationen, in denen Widerstände in Reihe auftreten, wie der Wärmeübergang auf einen Kühlkörper, die Wärmeleitung im Kühlkörper und schließlich der Wärmeübergang an die Luft. Mit Leitwerten lassen sich parallel aufgebaute Widerstände leicht zusammenfassen (z. B. eine Wand, bei der ein Teil aus Beton, Ziegelmauerwerk und Fenster besteht), da sich die einzelnen Leitwerte zum Leitwert des gesamten Bauteils addieren.

### Bauphysik
Wenn bei einer Styroporplatte mit einem Wärmewiderstand von 1 K/W zwischen den beiden Seiten ein Temperaturunterschied von 20 K herrscht, dann ergibt sich ein Wärmestrom durch die Platte von:
{\displaystyle {\dot {Q}}={\frac {\Delta T}{R_{\mathrm {th} }}}=\mathrm {{\frac {20\;K}{1\;{\frac {K}{W}}}}=20\;W} \,}

### Saison-Wärmespeicher
Ein Wärmespeicher entlädt sich durch unerwünschten Wärmedurchgang durch dessen eigene Wärmedämmung. Die Umgebungstemperatur sei konstant. Der Verlauf der Temperaturdifferenz {\displaystyle \Delta T} zur Umgebung über der Zeit {\displaystyle t} ist
{\displaystyle \Delta T=\Delta T_{0}\cdot \mathrm {e} ^{-{\frac {t}{\tau }}}}
Die Zeitkonstante {\displaystyle \tau }, mit der sich der Wärmespeicher von selbst entladen wird, beträgt
{\displaystyle \tau =R_{\mathrm {th} }\cdot C_{\mathrm {th} }}
mit
{\displaystyle R_{\mathrm {th} }} – Wärmewiderstand der Isolierschicht (Wärmedämmung)
{\displaystyle C_{\mathrm {th} }} – Wärmekapazität des Speichers
Wärmespeichermedium sei Wasser mit 45 % Ethylenglycol, 7 m breit, 7 m lang, 4 m hoch:
{\displaystyle V=7\cdot 7\cdot 4\;\mathrm {m} ^{3}=196\;\mathrm {m} ^{3}}
Die spezifische Wärmekapazität der Wasser-Glycol-Mischung ist
{\displaystyle c_{\mathrm {v} }=3{,}5\;{\frac {\mathrm {MJ} }{\mathrm {m} ^{3}\mathrm {K} }}}
Die Wärmekapazität ist das Produkt aus volumenbezogener spezifischer Wärmekapazität und Volumen
{\displaystyle C_{\mathrm {th} }=c_{v}\cdot V=686\;\mathrm {\frac {MJ}{K}} }
Wärmedämmung sei Schaumglas-Schotter mit einer Schichtdicke {\displaystyle l=0{,}5\,\mathrm {m} }.
Fläche der Wärmedämmung sei die Oberfläche des Wassertanks:
{\displaystyle A=(2\cdot 7\cdot 7+4\cdot 4\cdot 7)\;\mathrm {m} ^{2}=210\;\mathrm {m} ^{2}}
Die Wärmeleitfähigkeit von Schaumglas-Schotter sei:
{\displaystyle \lambda =0{,}08\;\mathrm {\frac {W}{m\ K}} }
Das ergibt als Wärmewiderstand
{\displaystyle R_{\mathrm {th} }={\frac {l}{\lambda \cdot A}}=0{,}03\;\mathrm {\frac {K}{W}} }
Die Zeitkonstante der Selbstentladung beträgt hiernach:
{\displaystyle \tau =R_{\mathrm {th} }\cdot C_{\mathrm {th} }=20{,}6\cdot 10^{6}\;\mathrm {s} =238\;{\text{Tage}}}
Nach 238 Tagen ist die Differenz zwischen Wassertemperatur und Umgebung also auf 37 % ({\displaystyle =\mathrm {e} ^{-1}}) des Anfangswerts gesunken.

### Elektronik

Skizze

Bei der Auslegung der Kühlung von Halbleitern oder anderen Bauelementen in elektronischen Schaltungen geht der Wärmewiderstand des Kühlkörpers, des Bauteil-Gehäuses und der Montageart ein.
Der Wärmewiderstand eines Bauelements ohne Kühlkörper zur Umgebung kann zur Kontrolle herangezogen werden, ob eine Kühlkörpermontage überhaupt erforderlich ist – er wird vom Bauteil-Hersteller mit RthJ/A (von engl. Junction/Ambient) angegeben und bezieht sich auf einen bestimmten Leiterplattentyp, deren Orientierung, die Gestalt der Lötfläche sowie die Länge der Anschlussbeine.
Im Halbleiterbauteil selbst tritt ein Wärmewiderstand zwischen Chip und Bauteilgehäuse-Kühlfläche auf. Er wird vom Hersteller mit RthJ/C (von engl. Junction/Case) angegeben.
Die Montage selbst und möglicherweise ein Wärmeleitpad (Isoliermontage) verursachen weitere Wärmewiderstände.
Aus der Verlustleistung {\displaystyle P_{\,}\ } und der Summe aller Wärmewiderstände {\displaystyle R_{\mathrm {th} }\ } kann die Temperaturdifferenz {\displaystyle \Delta T\ } zwischen Chip und der Umgebung des Kühlkörpers berechnet werden:
{\displaystyle \Delta T=P\cdot R_{\mathrm {th} }}
Die maximale Chiptemperatur wird vom Hersteller beispielsweise mit 125 bis 150 °C angegeben. Die Temperatur der Umgebungsluft kann je nach Einbaubedingungen und klimatischer Belastung zum Beispiel 50 bis über 70 °C betragen.
Ist der Wert zu groß, kann ein größerer Kühlkörper, ein Kühlkörper mit Lüfter oder Wärmerohr, gewählt werden, oder das Gerätegehäuse muss belüftet werden.